# Oviraptor philoceratops
Oviraptor (il cui nome significa "ladro di uova" o "predatore di uova") è un genere estinto di dinosauro teropode oviraptoride vissuto nel Cretaceo superiore, circa 89,8-70,6 milioni di anni fa (Campaniano), in quella che oggi è la Formazione Djadokhta, in Mongolia. Il genere contiene una singola specie, ossia O. philoceratops, scoperta dal tecnico George Olsen in una spedizione guidata da Roy Chapman Andrews, e descritto per la prima volta da Henry Fairfield Osborn, nel 1924. Il nome Oviraptor è latino e significa "ladro di uova" o "predatore di uova", riferendosi al fatto che il primo esemplare fossile di questo animale fu scoperto in cima ad una pila di quelle che si pensava fossero uova di Protoceratops, mentre il nome specifico, philoceratops, significa "amante dei ceratopsidi", in accordo con ciò che si pensava rappresentasse la scoperta del primo esemplare. Nel suo articolo del 1924, Osborn spiegò che il nome era stato dato a causa della stretta vicinanza del cranio di Oviraptor al nido (era separato dalle uova da soli 4 pollici o 10 centimetri di sabbia). Tuttavia, Osborn ha anche suggerito che il nome Oviraptor "potrebbe del tutto ingannarci sulle sue abitudini alimentari e sul suo comportamento". Infatti, la scoperta di diversi esemplari di oviraptoridi in posizione di cova sopra i loro nidi, come gli esemplari di Citipati, negli anni '90 dimostrarono che Osborn aveva ragione nella sua cautela riguardo al nome. Questi risultati hanno dimostrato che le uova in questione appartenevano probabilmente allo stesso Oviraptor e che l'esemplare le stava covando morendo nel nido.
Oviraptor è conosciuto solo per un esemplare (con uova associate), rinvenuto nella Formazione Djadokhta della Mongolia, sebbene un possibile secondo esemplare (anch'esso associato con uova) provenga dalla Formazione Bayan Mandahu nel nord-est della Mongolia interna, Cina.

## Descrizione

Dimensioni di O. philoceratops

L'unico esemplare noto di Oviraptor è incompleto, ma il raffronto con altri animali simili (tra cui Citipati) ha permesso di ricostruire un dinosauro molto simile agli uccelli. Doveva essere un dinosauro bipede dalle lunghe e forti zampe posteriori, dal corpo snello e dal collo allungato. Il cranio era insolitamente corto e dotato di un becco privo di denti. Era presente una sorta di cresta sul capo, ma non è ben conservata. Gli arti anteriori erano dotati di tre dita artigliate, il primo dei quali era più corto. L'animale intero doveva essere lungo circa 2 metri.

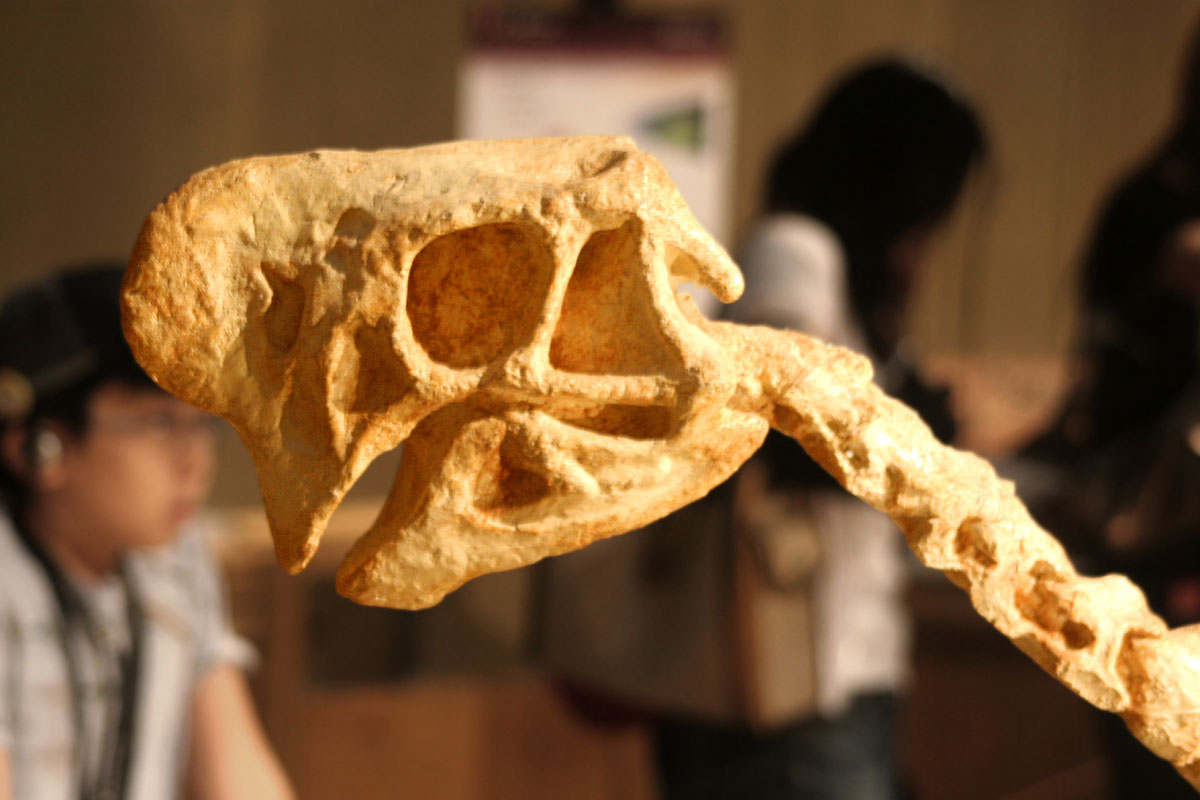
Cranio di O. philoceratops

La sua gabbia toracica, in particolare, mostra numerose caratteristiche tipiche degli uccelli: una serie di processi su ogni costola che potrebbero aver aiutato a mantenere la gabbia rigida. Un parente stretto di Oviraptor, chiamato Nomingia, era dotato di un pigostilo (una serie di vertebre fuse all'estremità della coda), una struttura che negli uccelli attuali serve a reggere le penne lunghe della coda. Altri oviraptorosauri più primitivi di cui si sono conservate le impronte della pelle (come Caudipteryx e Protarchaeopteryx), mostrano chiaramente un piumaggio che ricopriva gran parte del corpo, così come ali e code dotate di penne.
Un ventaglio di penne caudali è suggerito anche dal pigostilo di Nomingia, e si suppone quindi che questa struttura fosse diffusa tra gli oviraptorosauri. Inoltre, la posizione "di cova" di un esemplare di Citipati implica l'uso di ali con lunghe penne per ricoprire le uova. Vi è quindi più di una ragione per ipotizzare che anche Oviraptor, benché imperfettamente conosciuto, fosse dotato di penne.
Oviraptor è stato tradizionalmente illustrato con una caratteristica cresta sul capo, simile a quella dell'attuale casuario. In realtà, un riesame dei resti di alcuni oviraptoridi ha mostrato che la ben nota specie dall'alta cresta potrebbe appartenere al genere Citipati, uno stretto parente di Oviraptor (Clark et al., 2001). È probabile che Oviraptor possedesse una cresta simile, ma l'esatta taglia e dimensione sono sconosciute a causa del fatto che il cranio dell'unico esemplare noto è malamente fracassato.

## Classificazione
I fossili di Oviraptor vennero scoperti dal paleontologo Roy Chapman Andrews nei primi anni '20 del Novecento, e vennero descritti da Henry Fairfield Osborn nel 1924. Il nome Oviraptor deriva dal latino e significa "ladro d'uova": ciò si riferisce al fatto che l'esemplare fossile fu scoperto sopra un nido, che si riteneva appartenesse ad un Protoceratops. L'epiteto specifico, philoceratops ("goloso di ceratopsidi"), venne attribuito per lo stesso motivo (Osborn, 1924). 

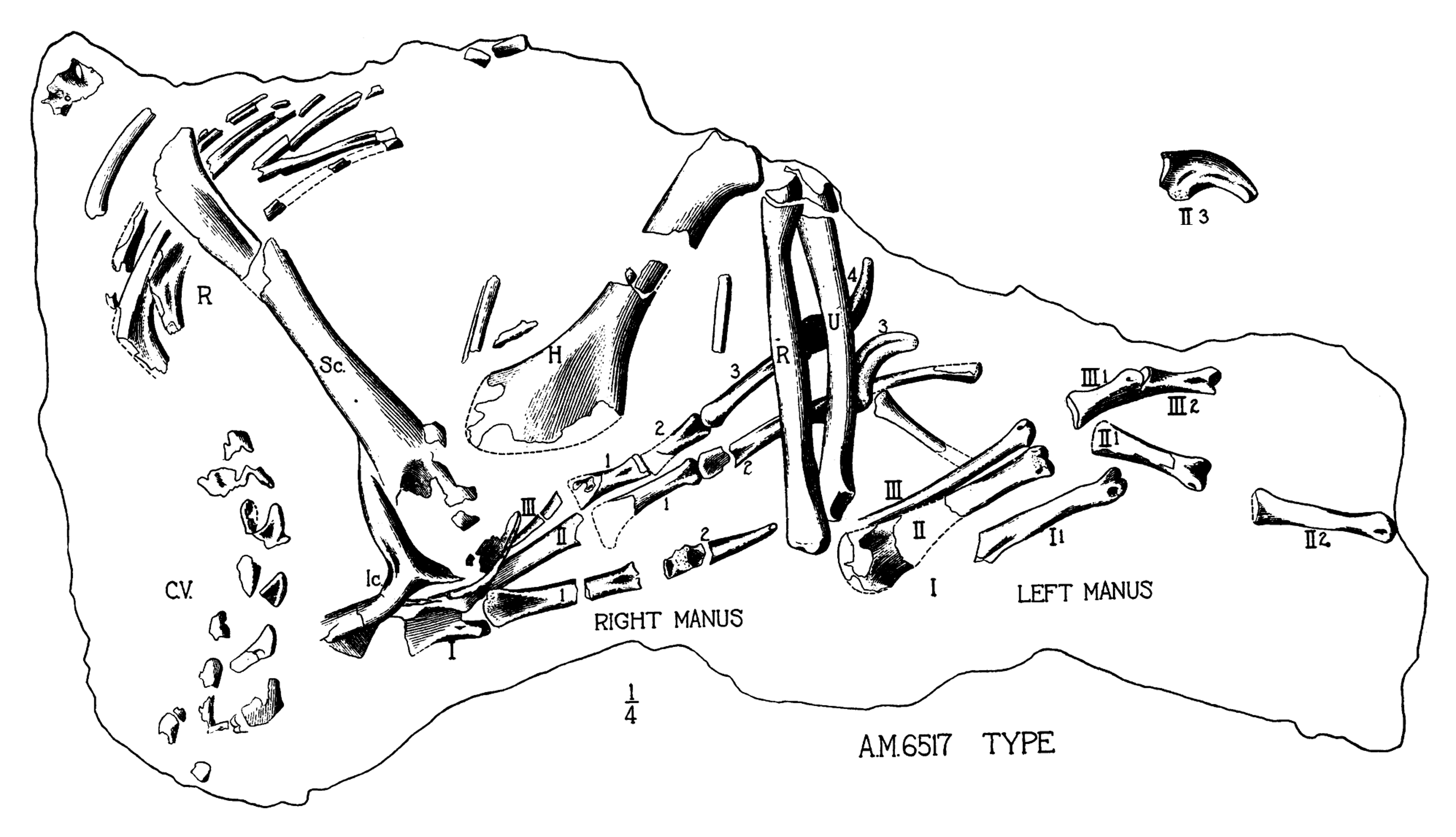
Disegno delle zampe anteriori dell'esemplare tipo, AMNH 6517

Nello studio del 1924, Osborn spiegò che il nome fu dato a causa della stretta vicinanza del cranio di Oviraptor al nido (era separato dalle uova da pochi centimetri di sabbia). In ogni caso, Osborn suggerì anche che il nome Oviraptor avrebbe anche potuto portare a un fraintendimento delle sue abitudini alimentari. Nel corso degli anni '90, la scoperta di oviraptoridi con nidi (come Citipati), provarono che Osborn ebbe ragione nell'essere cauto riguardo alle abitudini alimentari di questi animali. I nuovi ritrovamenti mostravano che le uova in questione appartenevano probabilmente allo stesso Oviraptor, e che l'esemplare stava covando le sue uova.
Oviraptor è conosciuto a tutt'oggi grazie a un solo esemplare (con uova associate) proveniente dalla formazione Djadokhta in Mongolia; un possibile secondo esemplare (anch'esso con uova) proviene dalla Mongolia Interna (Cina), in un'area chiamata Bayan Mandahu (Dong e Currie, 1996). 
L'olotipo di Oviraptor philoceratops (AMNH 6517) e le quindici uova ritrovate insieme si trovano presso l'American Museum of Natural History. 

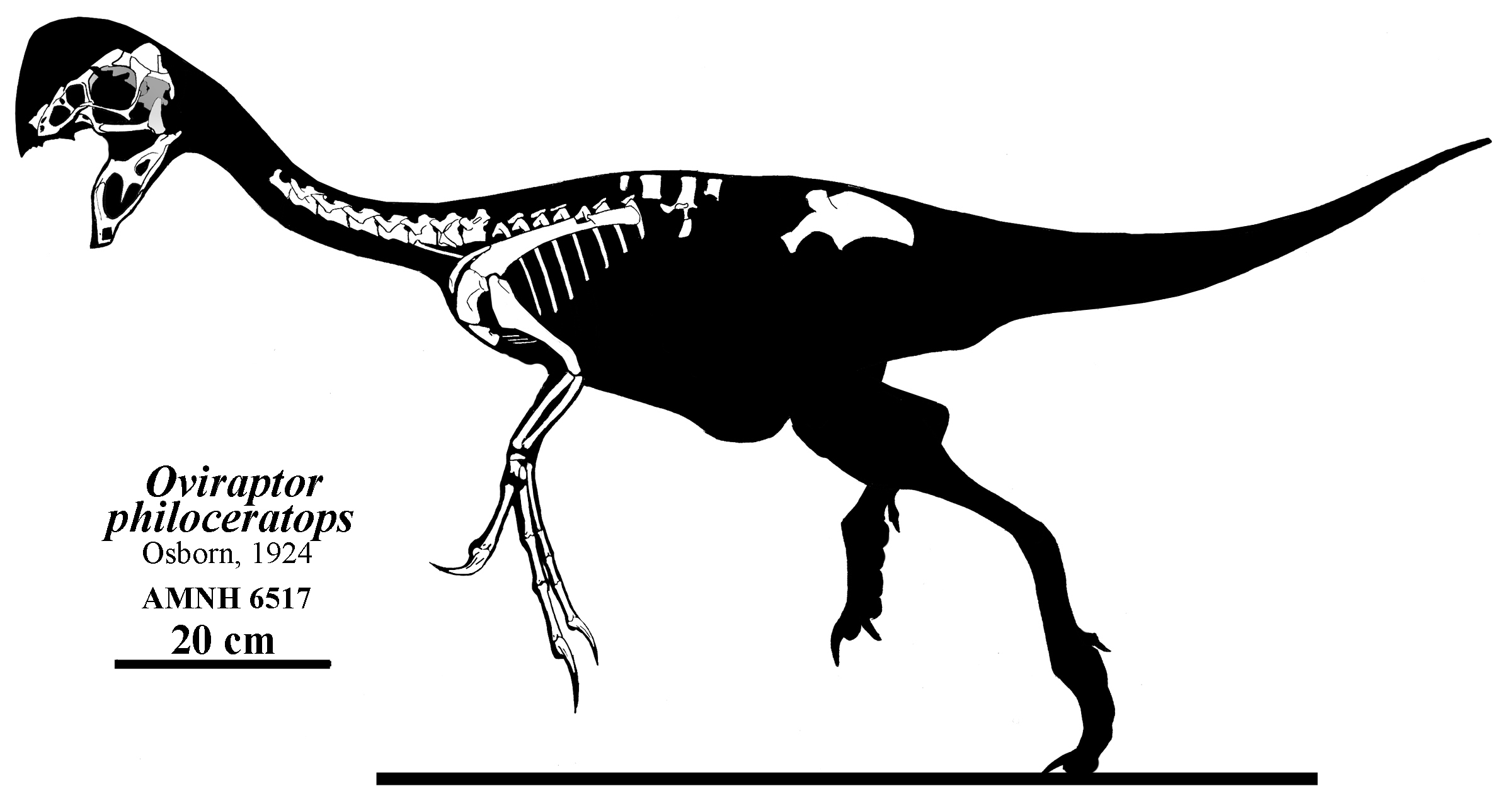
Ricostruzione dello scheletro di Oviraptor philoceratops

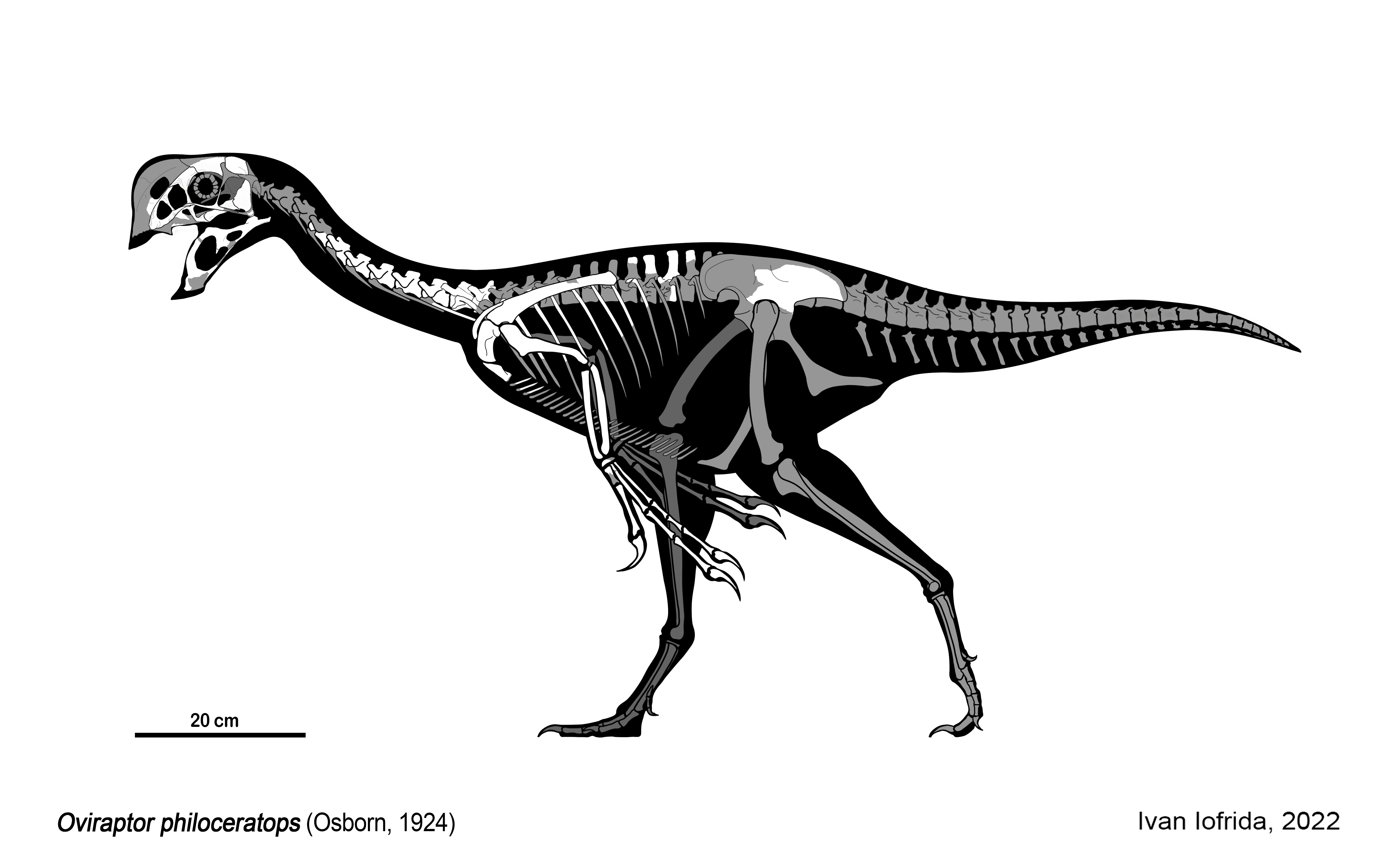
Ricostruzione scheletrica di Oviraptor philoceratops. Le parti appartenenti all'olotipo sono segnate in bianco.

Originariamente Oviraptor venne attribuito agli ornitomimidi (o dinosauri - struzzo), a causa del becco privo di denti. Osborn riscontro inoltre somiglianze con Chirostenotes, un altro teropode cretaceo che è ancora considerato uno stretto parente di Oviraptor. Solo nel 1976 Rinchen Barsbold decise di erigere una nuova famiglia di teropodi per Oviraptor e i suoi stretti parenti (Oviraptoridae).
Nonostante l'esemplare originale di Oviraptor sia incompleto (soprattutto il cranio fracassato e deformato), numerosi altri esemplari di oviraptoridi vennero attribuiti a questo genere tra gli anni '70 e gli anni '80. Soltanto nell'anno 1976 Barsbold ascrisse al genere altri sei esemplari, ma più tardi questi vennero riclassificati nel nuovo genere Conchoraptor (Barsbold, 1986). Un altro esemplare, forse il più famoso (noto come IGN 100/42), venne attribuito a Oviraptor nel 1981 e finì per rappresentare questo dinosauro in numerosissime illustrazioni scientifiche e per il grande pubblico; l'esemplare, con la sua alta cresta simile a quella del casuario, fu poi riesaminato dagli scienziati che studiarono gli oviraptoridi nidificanti: questi ultimi risultarono maggiormente simili all'esemplare dell'81 di quanto 
non fosse l'Oviraptor originale, e pertanto attribuirono IGN100/42 a una specie di Citipati ancora da descrivere.

### Filogenesi

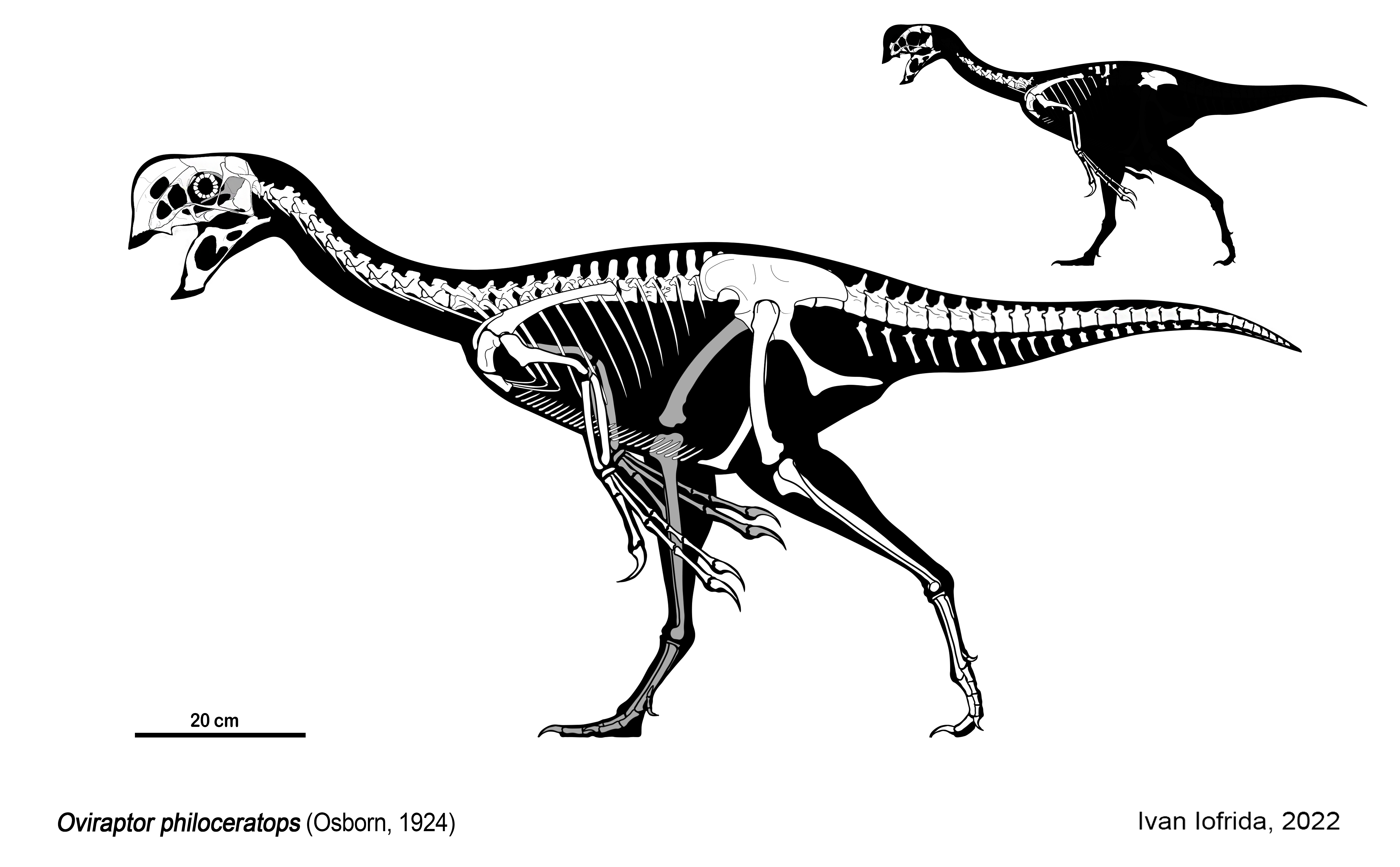
Ricostruzione scheletrica di Oviraptor philoceratops. Parti mancanti basate su Citipati osmolskae.

Di seguito è riportato il cladogramma che segue gli studi di Fanti et al. (2012):
|  | Rinchenia |
|  |           |
|  | Citipati  |
|  |           |

|         | "Ingenia" (=Ajancingenia)                                 |
|         |                                                           |
| unnamed | \| \| Nemegtomaia \| \| \| \| \| \| Heyuannia \| \| \| \| |
|         | \| \| Nemegtomaia \| \| \| \| \| \| Heyuannia \| \| \| \| |
|         | Nemegtomaia                                               |
|         |                                                           |
|         | Heyuannia                                                 |
|         |                                                           |

|  | Nemegtomaia |
|  |             |
|  | Heyuannia   |
|  |             |

|         | "Ingenia" (=Ajancingenia)                                 |
|         |                                                           |
| unnamed | \| \| Nemegtomaia \| \| \| \| \| \| Heyuannia \| \| \| \| |
|         | \| \| Nemegtomaia \| \| \| \| \| \| Heyuannia \| \| \| \| |
|         | Nemegtomaia                                               |
|         |                                                           |
|         | Heyuannia                                                 |
|         |                                                           |

|  | Nemegtomaia |
|  |             |
|  | Heyuannia   |
|  |             |

|         | "Ingenia" (=Ajancingenia)                                 |
|         |                                                           |
| unnamed | \| \| Nemegtomaia \| \| \| \| \| \| Heyuannia \| \| \| \| |
|         | \| \| Nemegtomaia \| \| \| \| \| \| Heyuannia \| \| \| \| |
|         | Nemegtomaia                                               |
|         |                                                           |
|         | Heyuannia                                                 |
|         |                                                           |

|  | Nemegtomaia |
|  |             |
|  | Heyuannia   |
|  |             |

|         | "Ingenia" (=Ajancingenia)                                 |
|         |                                                           |
| unnamed | \| \| Nemegtomaia \| \| \| \| \| \| Heyuannia \| \| \| \| |
|         | \| \| Nemegtomaia \| \| \| \| \| \| Heyuannia \| \| \| \| |
|         | Nemegtomaia                                               |
|         |                                                           |
|         | Heyuannia                                                 |
|         |                                                           |

|  | Nemegtomaia |
|  |             |
|  | Heyuannia   |
|  |             |

|         | "Ingenia" (=Ajancingenia)                                 |
|         |                                                           |
| unnamed | \| \| Nemegtomaia \| \| \| \| \| \| Heyuannia \| \| \| \| |
|         | \| \| Nemegtomaia \| \| \| \| \| \| Heyuannia \| \| \| \| |
|         | Nemegtomaia                                               |
|         |                                                           |
|         | Heyuannia                                                 |
|         |                                                           |

|  | Nemegtomaia |
|  |             |
|  | Heyuannia   |
|  |             |

|         | "Ingenia" (=Ajancingenia)                                 |
|         |                                                           |
| unnamed | \| \| Nemegtomaia \| \| \| \| \| \| Heyuannia \| \| \| \| |
|         | \| \| Nemegtomaia \| \| \| \| \| \| Heyuannia \| \| \| \| |
|         | Nemegtomaia                                               |
|         |                                                           |
|         | Heyuannia                                                 |
|         |                                                           |

|  | Nemegtomaia |
|  |             |
|  | Heyuannia   |
|  |             |

|         | "Ingenia" (=Ajancingenia)                                 |
|         |                                                           |
| unnamed | \| \| Nemegtomaia \| \| \| \| \| \| Heyuannia \| \| \| \| |
|         | \| \| Nemegtomaia \| \| \| \| \| \| Heyuannia \| \| \| \| |
|         | Nemegtomaia                                               |
|         |                                                           |
|         | Heyuannia                                                 |
|         |                                                           |

|  | Nemegtomaia |
|  |             |
|  | Heyuannia   |
|  |             |

|         | "Ingenia" (=Ajancingenia)                                 |
|         |                                                           |
| unnamed | \| \| Nemegtomaia \| \| \| \| \| \| Heyuannia \| \| \| \| |
|         | \| \| Nemegtomaia \| \| \| \| \| \| Heyuannia \| \| \| \| |
|         | Nemegtomaia                                               |
|         |                                                           |
|         | Heyuannia                                                 |
|         |                                                           |

|  | Nemegtomaia |
|  |             |
|  | Heyuannia   |
|  |             |

|  | Rinchenia |
|  |           |
|  | Citipati  |
|  |           |

|         | "Ingenia" (=Ajancingenia)                                 |
|         |                                                           |
| unnamed | \| \| Nemegtomaia \| \| \| \| \| \| Heyuannia \| \| \| \| |
|         | \| \| Nemegtomaia \| \| \| \| \| \| Heyuannia \| \| \| \| |
|         | Nemegtomaia                                               |
|         |                                                           |
|         | Heyuannia                                                 |
|         |                                                           |

|  | Nemegtomaia |
|  |             |
|  | Heyuannia   |
|  |             |

|         | "Ingenia" (=Ajancingenia)                                 |
|         |                                                           |
| unnamed | \| \| Nemegtomaia \| \| \| \| \| \| Heyuannia \| \| \| \| |
|         | \| \| Nemegtomaia \| \| \| \| \| \| Heyuannia \| \| \| \| |
|         | Nemegtomaia                                               |
|         |                                                           |
|         | Heyuannia                                                 |
|         |                                                           |

|  | Nemegtomaia |
|  |             |
|  | Heyuannia   |
|  |             |

|         | "Ingenia" (=Ajancingenia)                                 |
|         |                                                           |
| unnamed | \| \| Nemegtomaia \| \| \| \| \| \| Heyuannia \| \| \| \| |
|         | \| \| Nemegtomaia \| \| \| \| \| \| Heyuannia \| \| \| \| |
|         | Nemegtomaia                                               |
|         |                                                           |
|         | Heyuannia                                                 |
|         |                                                           |

|  | Nemegtomaia |
|  |             |
|  | Heyuannia   |
|  |             |

|         | "Ingenia" (=Ajancingenia)                                 |
|         |                                                           |
| unnamed | \| \| Nemegtomaia \| \| \| \| \| \| Heyuannia \| \| \| \| |
|         | \| \| Nemegtomaia \| \| \| \| \| \| Heyuannia \| \| \| \| |
|         | Nemegtomaia                                               |
|         |                                                           |
|         | Heyuannia                                                 |
|         |                                                           |

|  | Nemegtomaia |
|  |             |
|  | Heyuannia   |
|  |             |

|         | "Ingenia" (=Ajancingenia)                                 |
|         |                                                           |
| unnamed | \| \| Nemegtomaia \| \| \| \| \| \| Heyuannia \| \| \| \| |
|         | \| \| Nemegtomaia \| \| \| \| \| \| Heyuannia \| \| \| \| |
|         | Nemegtomaia                                               |
|         |                                                           |
|         | Heyuannia                                                 |
|         |                                                           |

|  | Nemegtomaia |
|  |             |
|  | Heyuannia   |
|  |             |

|         | "Ingenia" (=Ajancingenia)                                 |
|         |                                                           |
| unnamed | \| \| Nemegtomaia \| \| \| \| \| \| Heyuannia \| \| \| \| |
|         | \| \| Nemegtomaia \| \| \| \| \| \| Heyuannia \| \| \| \| |
|         | Nemegtomaia                                               |
|         |                                                           |
|         | Heyuannia                                                 |
|         |                                                           |

|  | Nemegtomaia |
|  |             |
|  | Heyuannia   |
|  |             |

|         | "Ingenia" (=Ajancingenia)                                 |
|         |                                                           |
| unnamed | \| \| Nemegtomaia \| \| \| \| \| \| Heyuannia \| \| \| \| |
|         | \| \| Nemegtomaia \| \| \| \| \| \| Heyuannia \| \| \| \| |
|         | Nemegtomaia                                               |
|         |                                                           |
|         | Heyuannia                                                 |
|         |                                                           |

|  | Nemegtomaia |
|  |             |
|  | Heyuannia   |
|  |             |

|         | "Ingenia" (=Ajancingenia)                                 |
|         |                                                           |
| unnamed | \| \| Nemegtomaia \| \| \| \| \| \| Heyuannia \| \| \| \| |
|         | \| \| Nemegtomaia \| \| \| \| \| \| Heyuannia \| \| \| \| |
|         | Nemegtomaia                                               |
|         |                                                           |
|         | Heyuannia                                                 |
|         |                                                           |

|  | Nemegtomaia |
|  |             |
|  | Heyuannia   |
|  |             |

## Paleobiologia

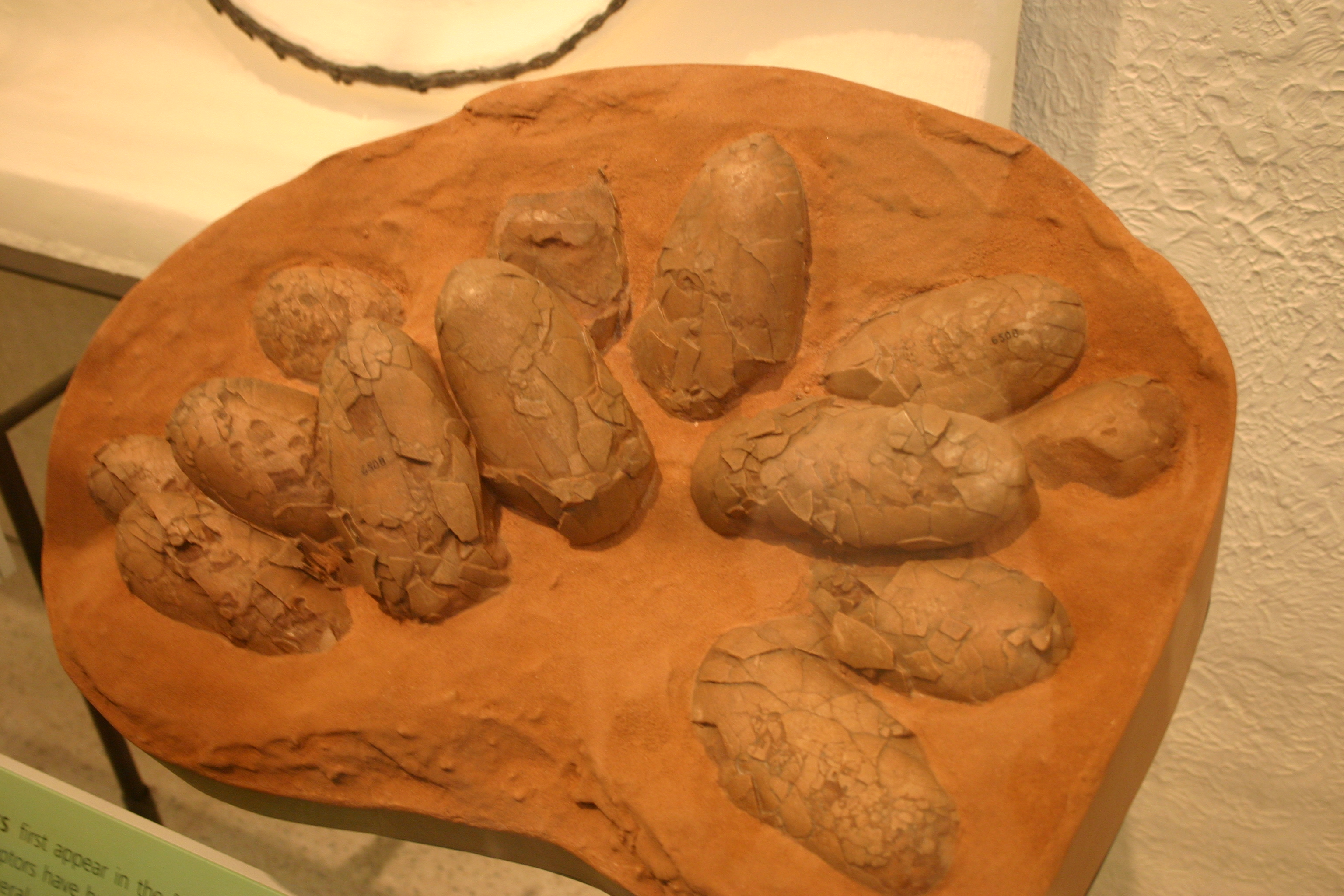
Nido fossile, esemplare AMNH FR 6508

Come il nome suggerisce, Oviraptor era originariamente ritenuto un "ladro di uova" sulla base dell'associazione del fossile con un nido (l'esemplare AMNH FR 6508), ritenuto appartenere al dinosauro cornuto Protoceratops.
L'idea di una mascella che frantumava gusci fu proposta per la prima volta da Osborn, il quale ritenne che il becco senza denti, unitamente a un'estensione di alcune ossa palatali, avrebbe potuto funzionare bene come strumento per aprire le uova. Nel 1977 Rinchen Barsbold ipotizzò che la forza del becco potesse essere sufficiente a rompere i gusci dei molluschi, come i bivalvi rinvenuti nella stessa formazione geologica di Oviraptor. Le ossa che formavano parte della mascella superiore convergevano al centro a formare un paio di speroni. Il resto del palato osseo, al contrario di quello di altri dinosauri, si estendeva al di sotto della linea della mascella e sarebbe stato spinto nello spazio tra le mandibole senza denti. Un becco (la "ranfoteca") copriva i margini delle mascelle e probabilmente il palato, come già proposto da Barsbold e Osborn. 

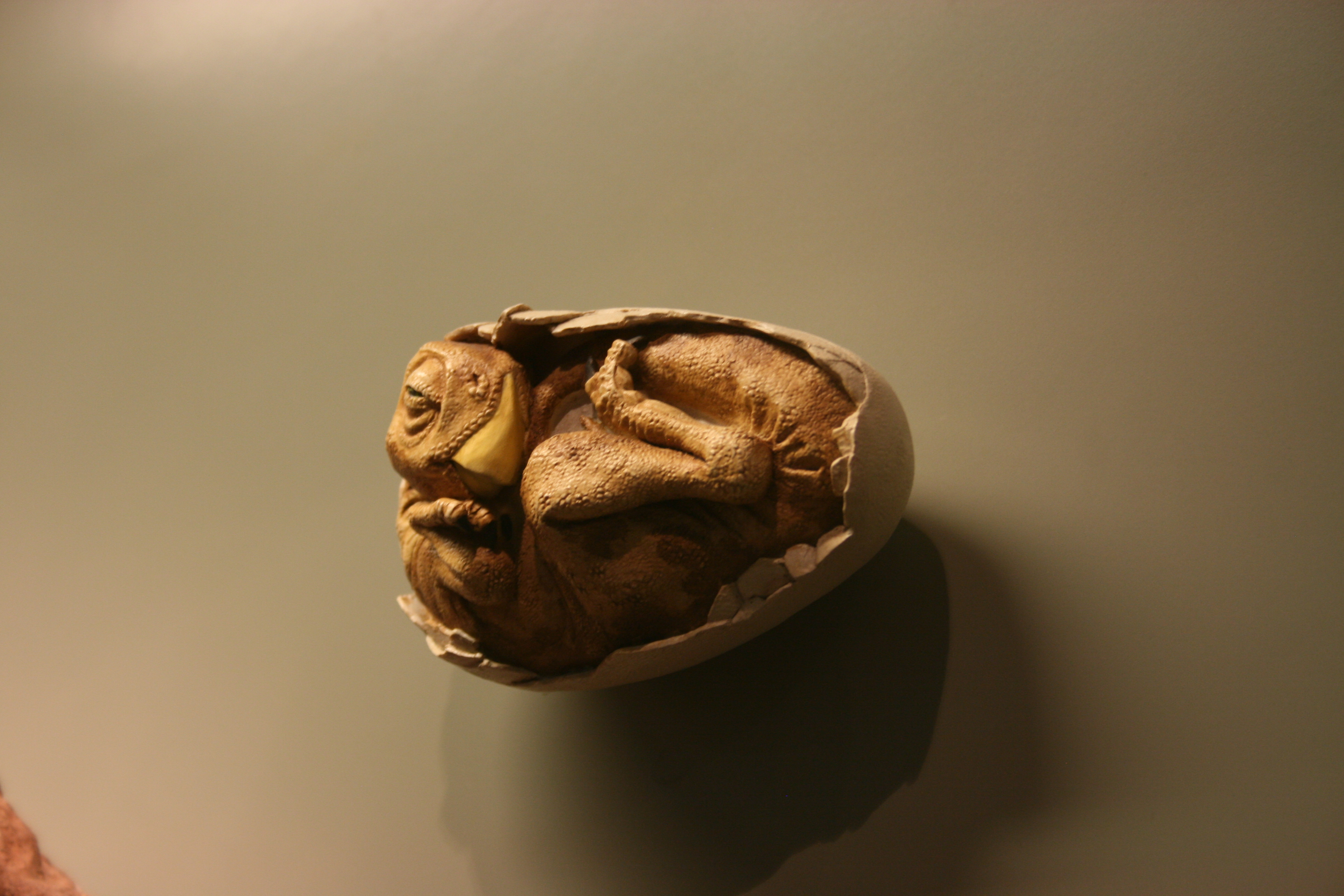
Ricostruzione di embrione di Oviraptor

La scoperta di esemplari in posizione di cova dell'imparentato Citipati, con lo stesso tipo di uova dell'esemplare originale di Oviraptor, mostrò che le uova effettivamente appartenevano a questo dinosauro, e non a Protoceratops: l'esemplare, con tutta probabilità, le stava covando e non stava cibandosene. La scoperta non spazzò tuttavia la possibilità che Oviraptor potesse includere uova nella sua dieta, dato che il becco e le zampe rimanevano comunque adatti a predare le uova, ma le sue strategie di nutrimento rimangono sconosciute. In ogni caso, l'unico scheletro noto di Oviraptor conserva i resti di una lucertola nella regione della cavità dello stomaco (Norell et al., 1995), e ciò implica una natura almeno parzialmente carnivora per questo animale.

## Nella cultura di massa
L’Oviraptor è uno dei dinosauri più famosi e più riconoscibili presso il grande e piccolo pubblico, questa sua grande fama è dovuta al suo tipico atteggiamento di cercare il cibo, l’Oviraptor è infatti famoso per rubare le uova ad altri Dinosauri e nutrirsi di esse, da qui arriva il suo nome “ladro di uova”, se bene non sia l’unico Dinosauri che applichi questa professione, vi è anche lo Struthiomimus che pratica il furto delle uova, l’Oviraptor però, si è distinto dagli altri dinosauri per via delle sue continue apparizioni con questa pratica, nei media infatti, l’Oviraptor è sempre rappresentato con il ruolo del Dinosauri ladro di uova. È inoltre molto conosciuto per il suo tipico aspetto simile a quello di un tacchino, nelle sue rappresentazioni l’Oviraptor viene quasi sempre rappresentato con un folto piumaggio (a parte Dinosauri che uscì in un periodo in cui la teoria delle piume nei Dinosauri non era ancora del tutto confermata).
L’Oviraptor è apparso per la prima volta in ambito cinematografico all’interno del Film Disney Dinosauri (2000) dove è diventato molto famoso.
Nel Documentario della BBC Planet Dinosaur. Compare un gruppo di Oviraptor intento a rubare delle uova da un Gigantoraptor, fallendo però nell’impresa.
Ruby uno dei protagonisti di Alla Ricerca della Valle Incantata è un cucciolo di Oviraptor compare solo nella serie animata e nel quattordicesimo film.
L’Oviraptor è apparso nel prologo di Jurassic World - Il dominio (2022). Nel film era previsto che comparisse in una scena del mercato nero a Malta, mentre combatteva con un Listrosauro dove il Listrosauro ne usciva vincitore mozzando la testa dell’animale ma con il resto del corpo ancora in vita. La scena venne tagliata e l’Oviraptor non comparì nel film uscito nelle sale. La scena è tuttavia stata inserita nella versione estesa del film, uscita in DVD 4K, dove appare anche il prologo del film. È quindi in definitiva apparso anche nella celebre saga di Jurassic Park. Con il DLC di Jurassic World Evolution 2 (2021) basato sugli eventi di Malta nel film, si può sbloccare questo dinosauro, che è il primo dinosauro onnivoro nel gioco (il secondo è il Deinocheirus) ed è uguale a quello del film.
Nel film 65 - Fuga dalla Terra (2023), Mills, bloccato in una caverna, viene attaccato da un Oviraptor, che muore sotto i colpi della sua arma. Nonostante si tratti dell'apparizione più recente di questo dinosauro, esso presenta evidenti errori anatomici, tra cui una pelle priva di piumaggio, la presenza di denti e delle dimensioni assai superiori, più simili a quelle degli ornitomimidi.